# Цефалій

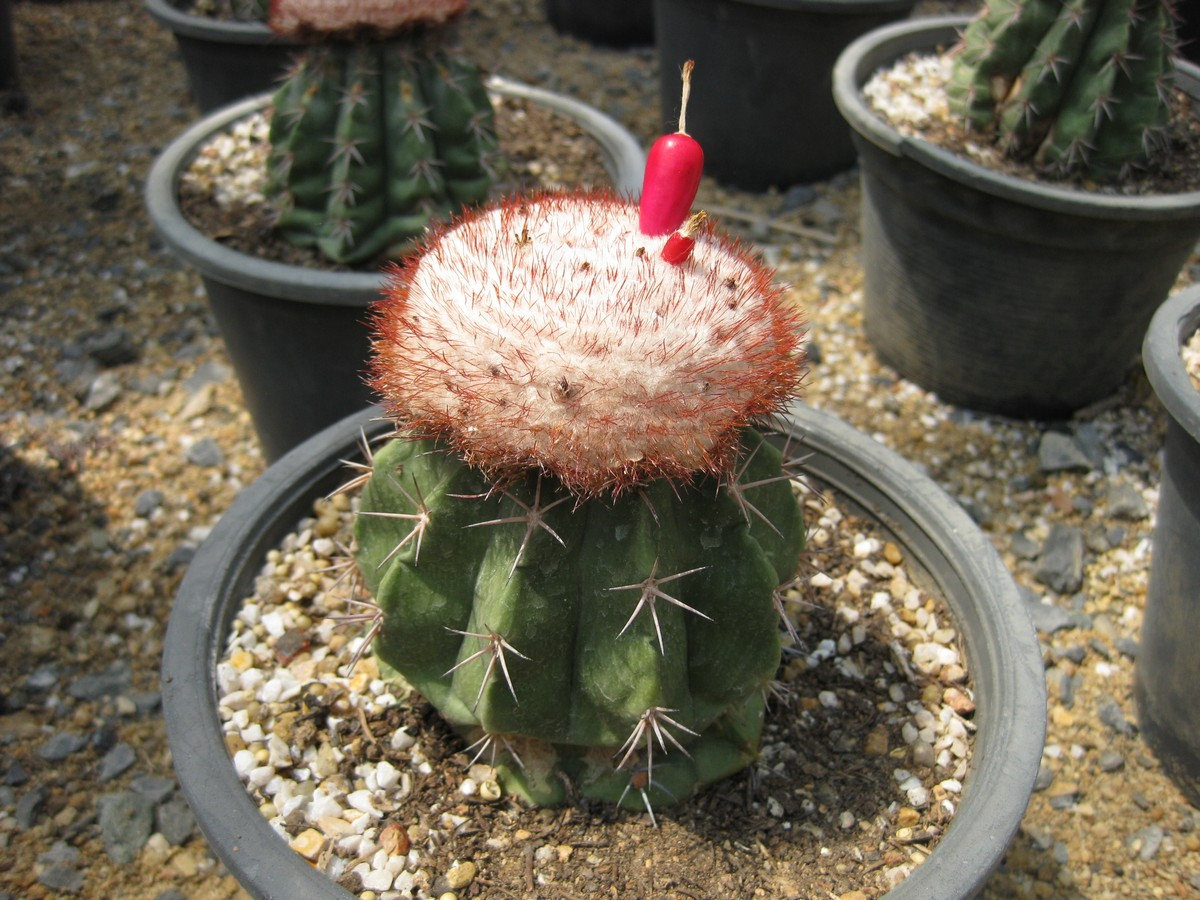
Цефалій у Melocactus obtusipetalus

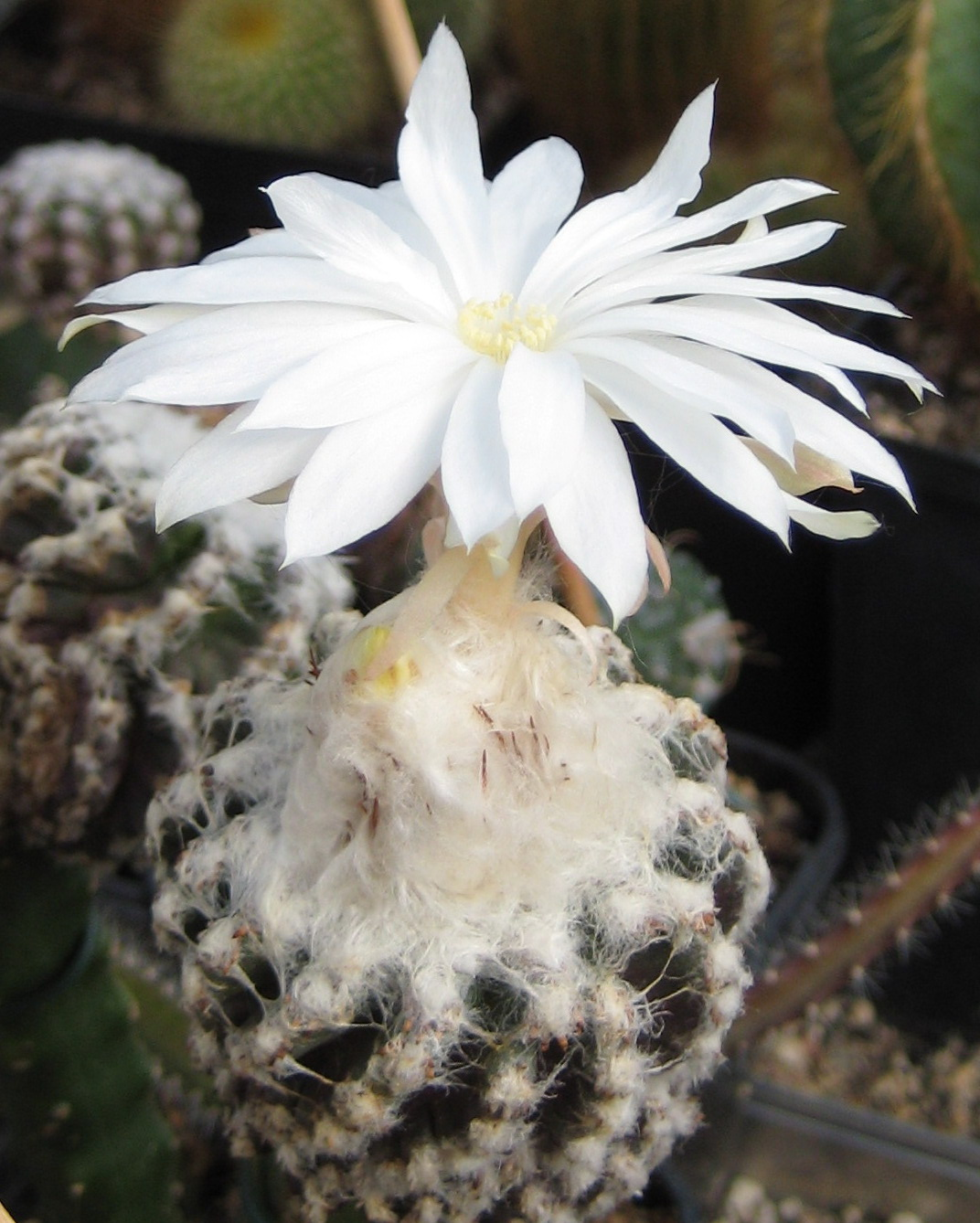
Цефалій у Discocactus horstii

Цефалій — ворсисте, покрите густими щетинками, повстеподібне утворення на верхівках стебел окремих родів кактусів, або на їх бічних частинах, з якого з'являються плоди і квіти.

## Морфологія
Повстяний або щетинистий цефалій формується у дорослих, здатних до цвітіння рослин. Розвиток цефалію призводить до морфологічних змін стебла в зоні його наростання, що виражається в скороченні (згладжуванні) ребер та зближенні ареол. Ці морфологічні зміни настільки помітні, що недосвідчена людина може прийняти один і той же вид кактуса у різних стадіях його розвитку за два різних види.
Особливо характерно цефалій проявляється у таких родів як мелокактус (Melocactus), дискокактус (Discocactus), бакебергія (Backebergia).

## Значення

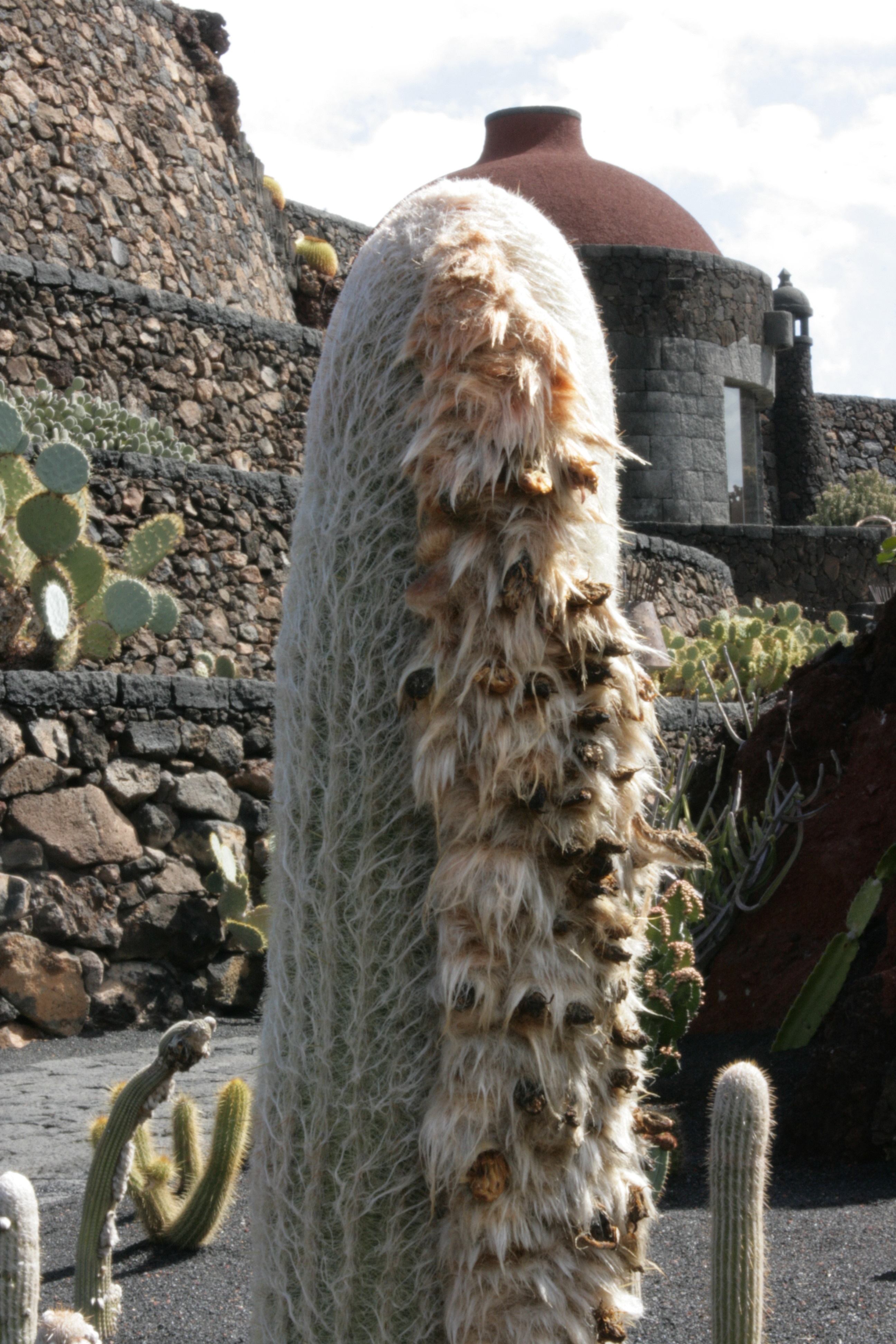
Псевдоцефалій еспостої

Цефалій повністю захищає верхівку дорослої рослини від тварин, сонячного світла, грибків.
Але позитивні переваги наявності цефалію супроводжується негативними наслідками, такими як нездатність проводити фотосинтез через відсутність хлорофілу в зоні цефалію.

## Псевдоцефалій
Псевдоцефалій — специфічне утворення на бічній поверхні стебел у їх верхній частині з формуванням густого опушення ареол. Від справжнього цефалію відрізняється тим, що ребра не видозмінюються, а ареоли не зближуються.